# ژان-آلاین بومسانگ
ژان-آلاین بومسانگ (به فرانسوی: Jean-Alain Boumsong) بازیکن فوتبال و مدافع اهل فرانسه است که از سال ۲۰۰۳ تاکنون (۲۰۱۳) میلادی عضو تیم ملی فوتبال فرانسه بوده‌است. وی در ۲۷ بازی ملی حضور داشته‌است و در بازی‌های ملی‌اش ۱ گل به ثمر رساند.